# Hotel de Roest d'Alkemade

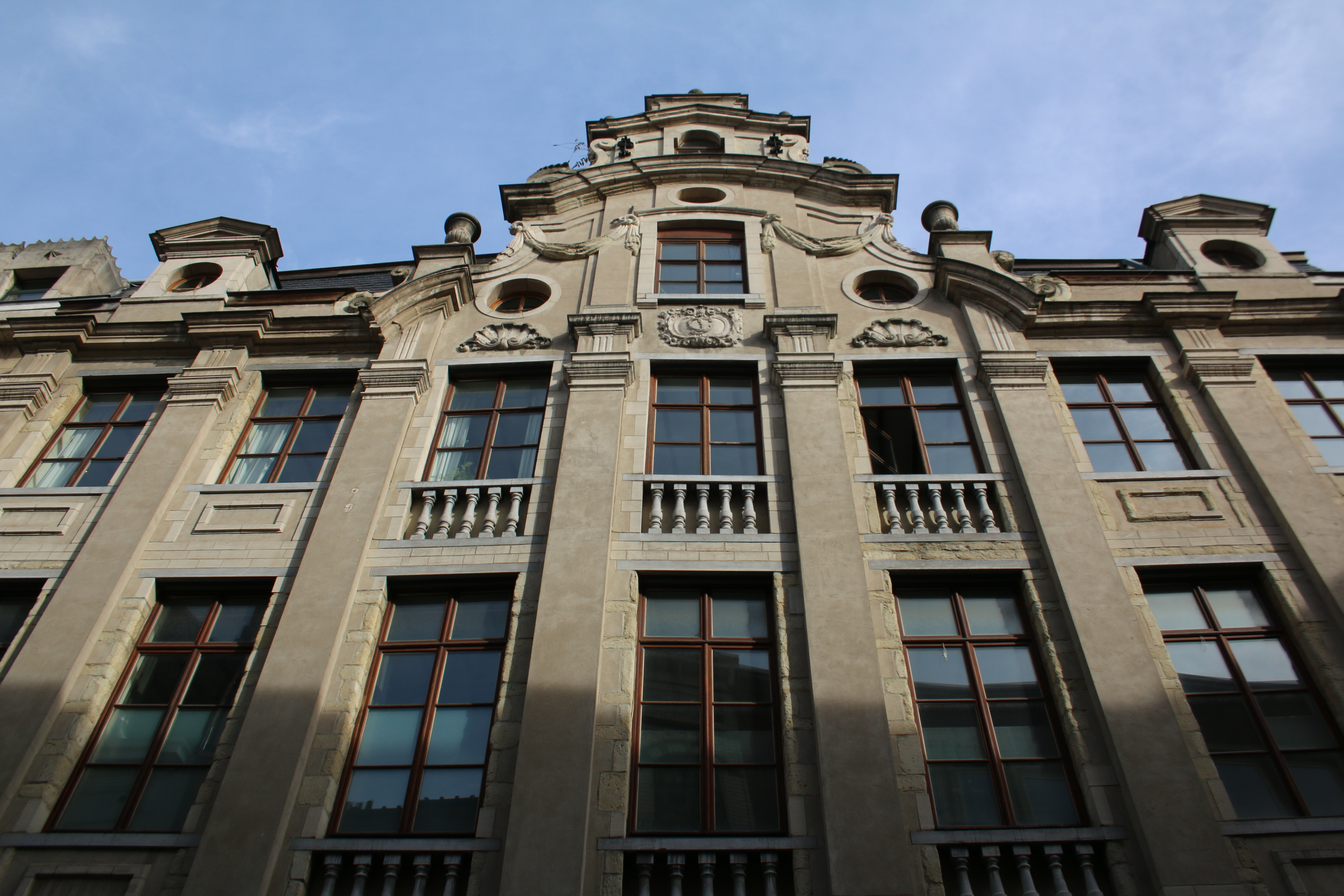

Het Hotel de Roest d'Alkemade is een monumentaal pand aan de Lievevrouwbroersstraat in Brussel. Het herenhuis in late barokstijl dateert uit de periode van na het bombardement op Brussel door Villeroy (1695) en werd gebouwd rond 1715. De gevel is 23 meter hoog. De naam verwijst naar de adellijke familie De Roest d'Alkemade. Het pand bood onderdak aan overheidsdiensten, een gordijnenwinkel, een atheneum, een postkaartenuitgever en een dansschool. Sinds 25 juni 1992 is het pand een beschermd monument. In het pand zit de Cercle des Voyageurs.

## Afbeeldingen

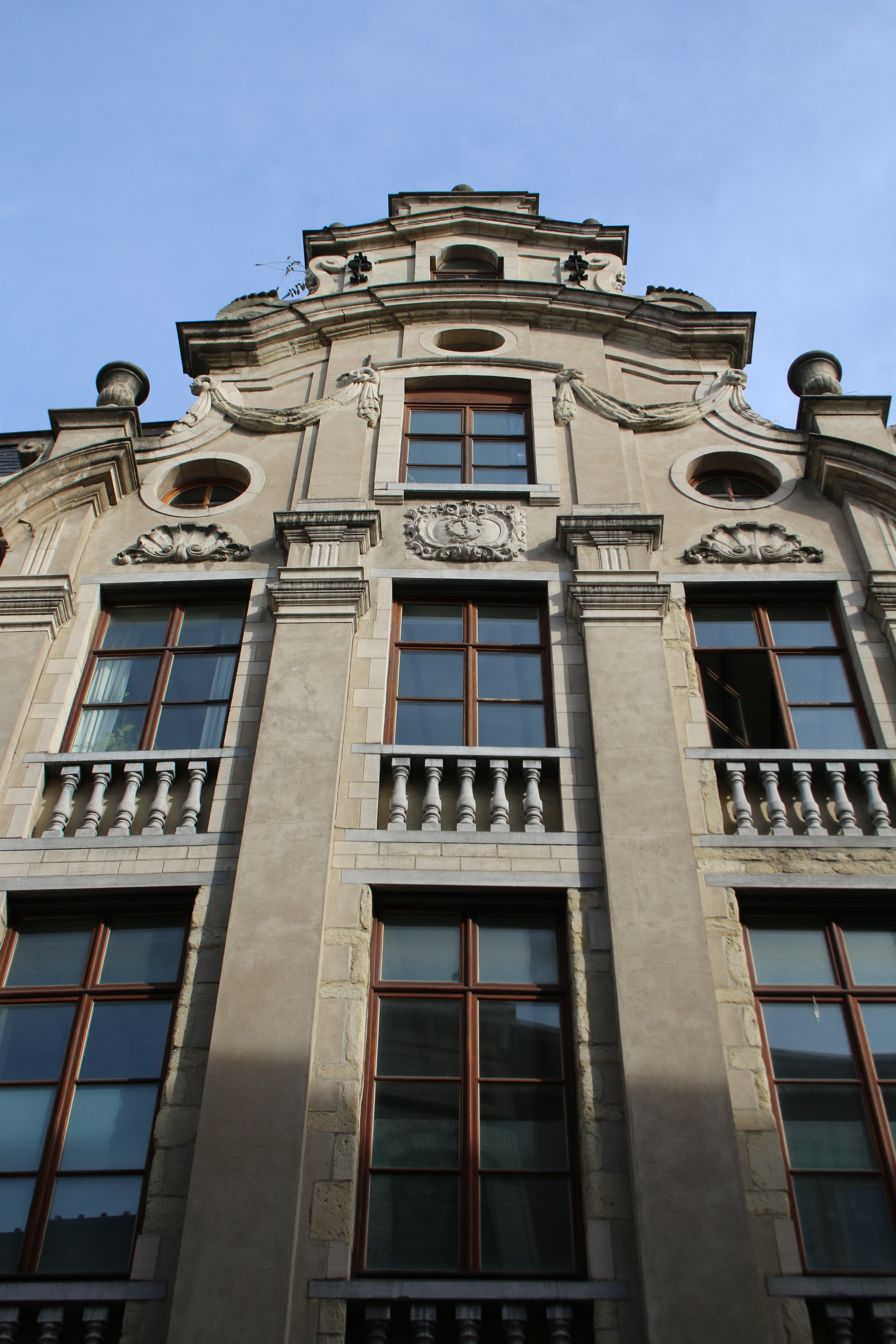
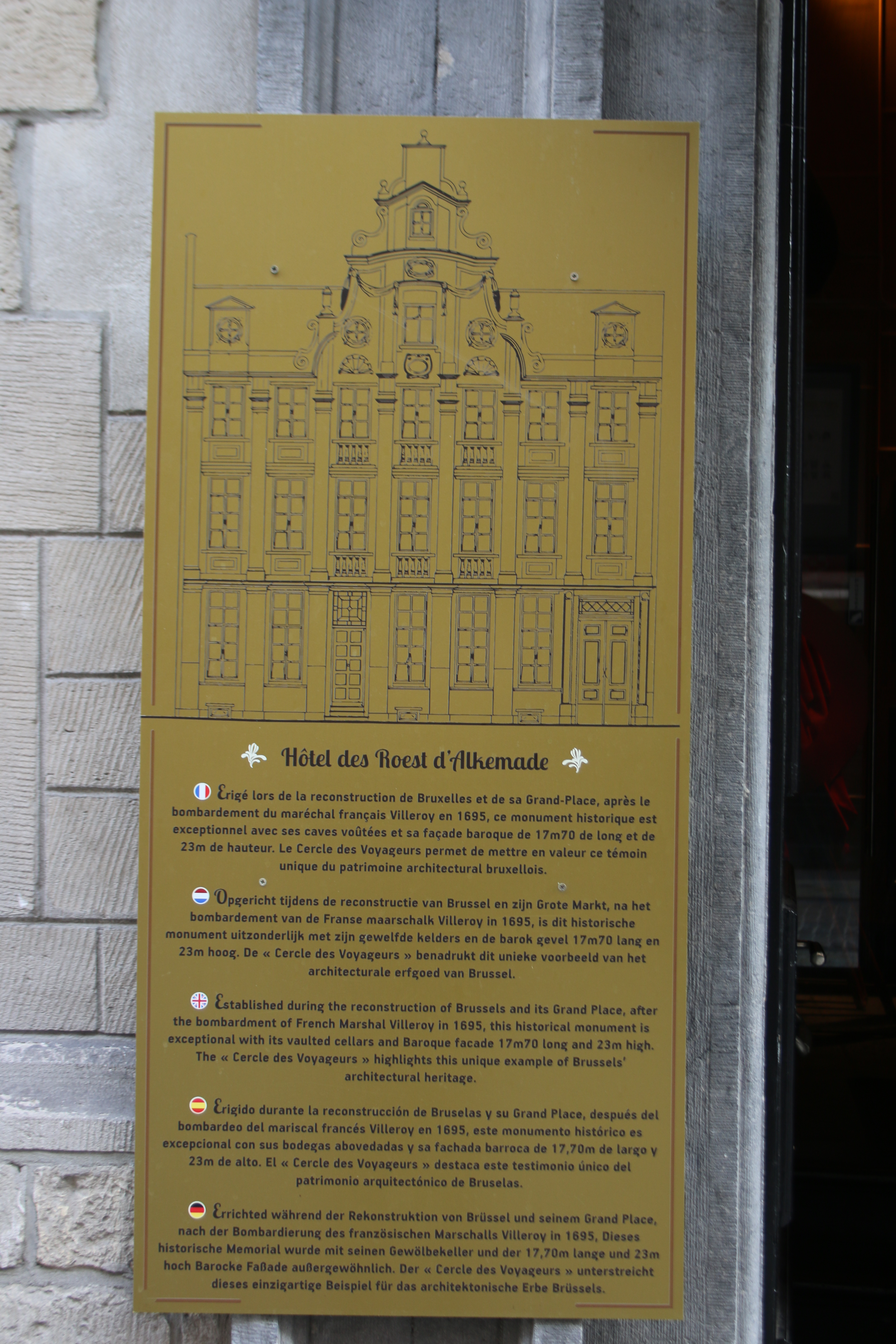
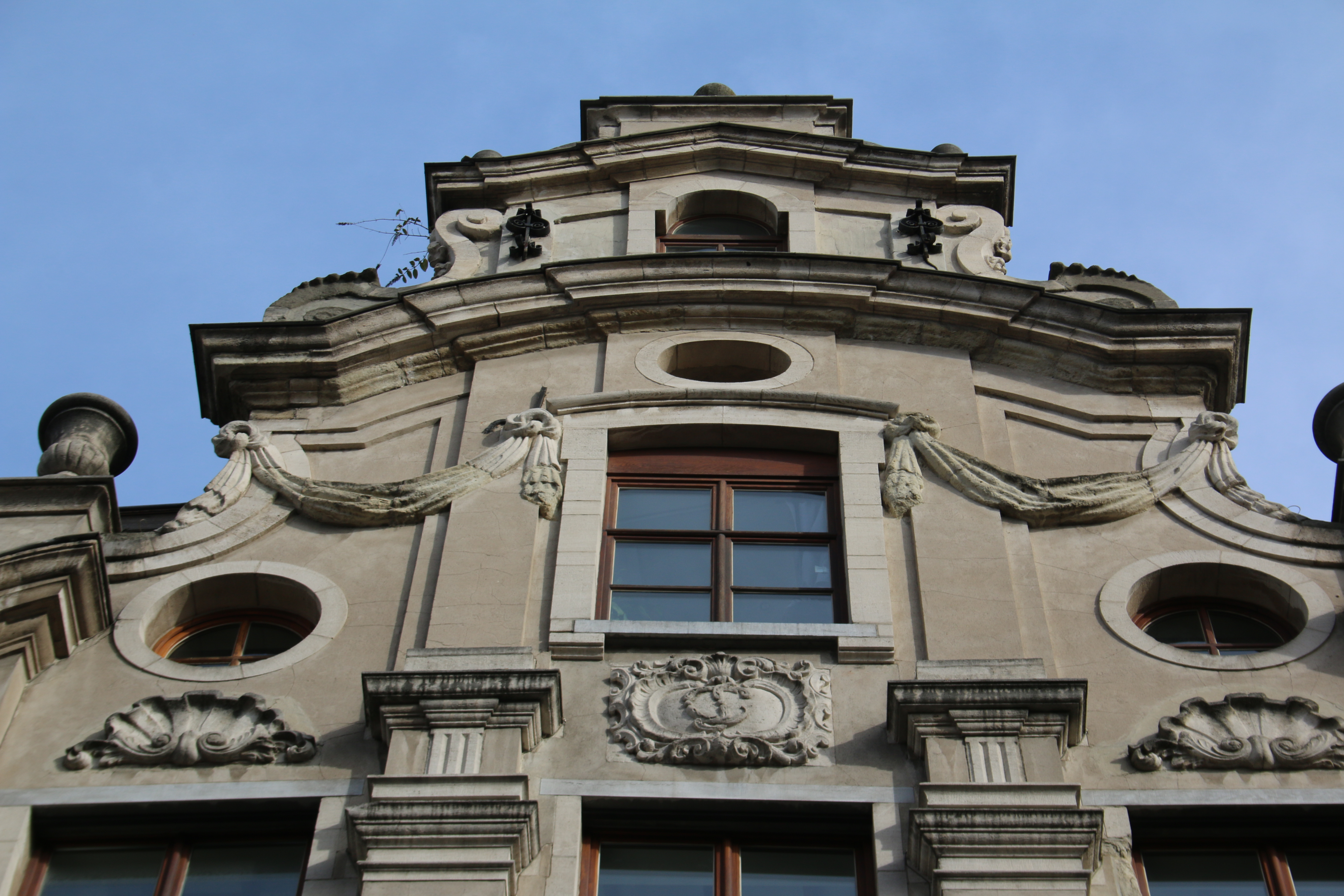